# Patras Minj
Patras Minj SJ (* 23. Dezember 1944 in Tapkara) ist ein indischer Ordensgeistlicher und emeritierter römisch-katholischer Bischof von Ambikapur.

## Leben
Patras Minj trat in die Ordensgemeinschaft der Jesuiten ein und empfing am 30. April 1977 das Sakrament der Priesterweihe.
Am 5. Juli 1996 ernannte ihn Papst Johannes Paul II. zum Bischof von Ambikapur. Der Erzbischof von Bhopal, Paschal Topno SJ, spendete ihm am 18. Oktober desselben Jahres die Bischofsweihe; Mitkonsekratoren waren der Bischof von Jabalpur, Théophane Matthew Thannickunnel OPraem, und der Erzbischof von Ranchi, Telesphore Placidus Toppo.
Papst Franziskus nahm am 22. Dezember 2021 das von Patras Minj aus Altersgründen vorgebrachte Rücktrittsgesuch an.